# Kirkby-in-Furness
Kirkby-in-Furness – wieś w Anglii, w Kumbrii, w dystrykcie (unitary authority) Westmorland and Furness. Leży 75 km na południe od miasta Carlisle i 366 km na północny zachód od Londynu. W 2015 miejscowość liczyła 560 mieszkańców.